# Panopeo

Mapa de la zona de Grecia central donde se ubican algunas de las principales ciudades de la antigua Fócida. Panopeo estaba situada al este, cerca de la frontera con Beocia.

Panopeo fue una ciudad de la Antigua Grecia situada en la región de la Fócide, en el límite con Beocia, que ya aparece nombrada en el catálogo de naves de la Ilíada. Su fundador mítico fue el personaje del mismo nombre. Estaba situada al oeste de la ciudad de Orcómeno, en el valle del río Cefiso. Posteriormente la ciudad fue llamada Fanoteo.
Fue destruida por los persas durante la invasión de Jerjes II de Persia en 480 a. C. En 395 a. C. su territorio fue saqueado por los beocios, que trataron de asaltar la ciudad pero solo pudieron tomar por la fuerza los suburbios. Fue destruida por Filipo II de Macedonia en 346 a. C. al final de la tercera guerra sagrada. En 198 a. C. los romanos capturaron la ciudad, sin necesidad de combatir.
En tiempos de Pausanias la localidad carecía de edificios públicos y sus construcciones eran precarias y se decía que sus habitantes no eran de origen focidio sino flegias venidos de Orcómeno que se refugieron allí. Tenían una imagen que representaba a Asclepio o a Prometeo y junto a un torrente de sus inmediaciones estaba el supuesto sepulcro de Ticio, castigado por los dioses debido a que había ultrajado a Leto. La tradición decía que en el límite entre Panopeo y Queronea fue encontrado el cetro que Homero dice que fue hecho por Hefesto y que fue transmitido sucesivamente de Zeus a Hermes, Pélope, Atreo, Tiestes y Agamenón. Este cetro fue encontrado junto a cierta cantidad de oro y los de Queronea conservaron el cetro y los focidios el oro.
Por otra parte, el epíteto que Homero dedica a Panopeo en la Odisea, que la llama de hermosos coros podría ser debido, según Pausanias, a que allí danzaban las Tíades cuando viajaban desde el Ática hasta el Parnaso para celebrar orgías en honor de Dioniso.

## Arqueología
La acrópolis de la antigua ciudad se hallaba en una colina ubicada en el pueblo de Agios Vlasios. Las investigaciones arqueológicas indican que el lugar estuvo habitado desde el siglo XVIII a. C. y que en el periodo micénico contaba con muros ciclópeos. Otros muros de fortificación pertenecen al periodo helenístico.